# شاندان بيسواس
شاندان بيسواس (بالإنجليزية: Chandan Biswas)‏ هو دراج هندي، ولد في 5 نوفمبر 1985 في باتنا في الهند.